# Aeros
Aeros is een historisch Tsjechisch motorfietsmerk.
De bedrijfsnaam was: Aeros-Werke, Kaaden, Böhmen.
De Aeros-machines kwamen in 1927 op de markt en waren samengesteld uit hoogwaardige producten. Zo hadden ze BMW-achtige frames met 348- en 498cc-eencilinder kopklepmotoren met bovenliggende nokkenas van Küchen. De productie eindigde echter al in 1929.
De firman Aeros maakte ook de frames voor de 250cc-Bekamo-motorfietsen.